# LGM-30G Minuteman III

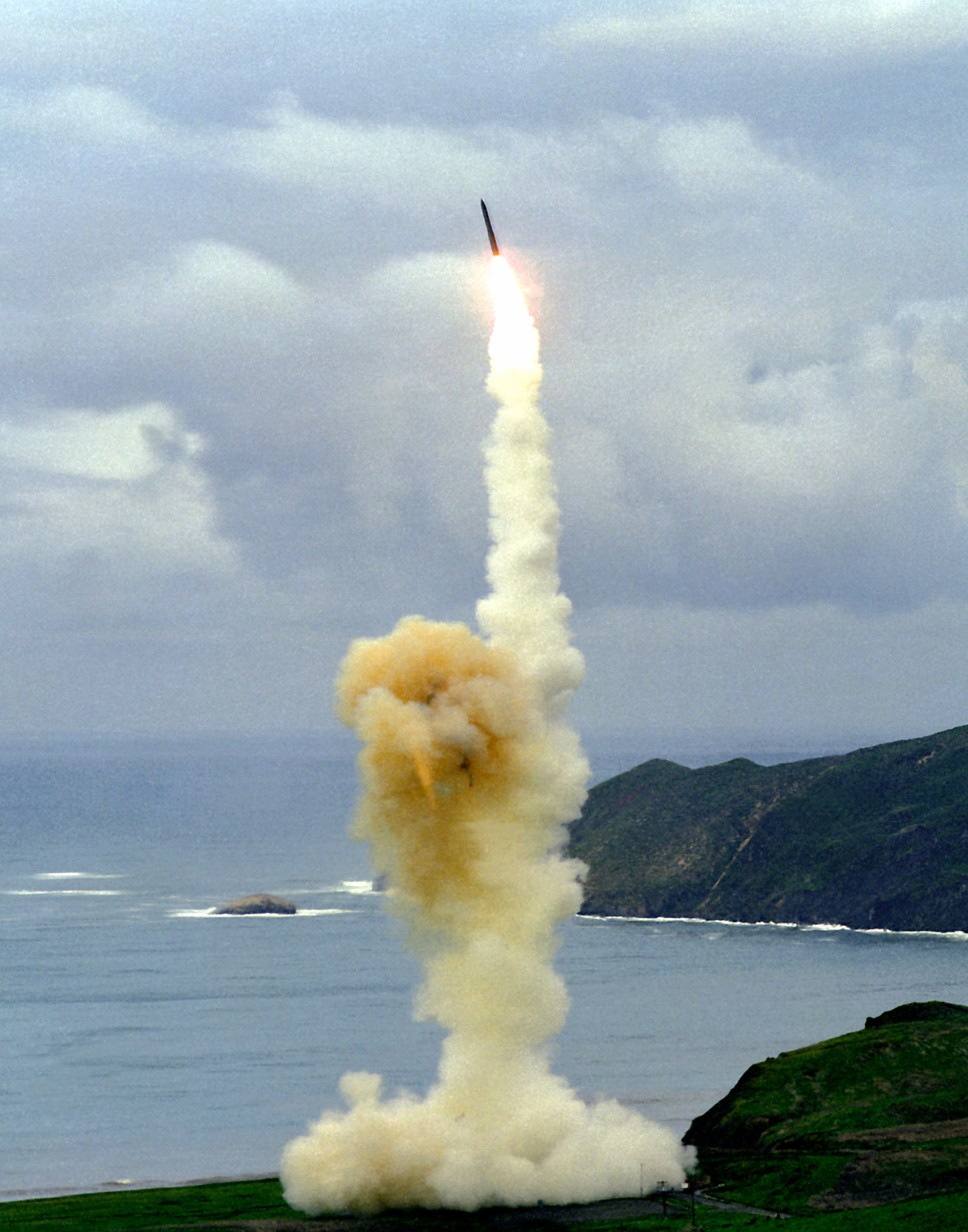
Start testowy Minuteman III

LGM-30G Minuteman III – amerykański międzykontynentalny pocisk balistyczny na paliwo stałe na wyposażeniu United States Air Force. Każdy ze stacjonujących we wzmocnionych silosach trzystopniowych pocisków, zdolny jest do przeniesienia na odległość 13 000 kilometrów 3 głowic bojowych. Bezwładnościowy układ kierowania i kontroli pocisku, zapewnia celność CEP z błędem celowania nieprzekraczającym 120 metrów. Zgodnie z zadeklarowanym w 1991 roku w myśl traktatu START 1 throw-weight wynoszącym 1150 kg, pociski Minuteman III, wyposażone są aktualnie w 3 niezależnie wycelowywane głowice termojądrowe o regulowanej mocy 300 do 475 kiloton każda.
Program rozwoju tych pocisków rozpoczęty został w 1966 roku, przez zastosowanie szeregu ulepszeń pocisku LGM-30F Minuteman II, w głównej mierze przez unowocześnienie  ostatniego stopnia napędowego oraz systemów powrotu w dolne warstwy atmosfery. Pocisk wszedł do służby operacyjnej w 1970 roku i aż do momentu wejścia do służby pocisków LGM-118A Peacekeeper, łącznie 550 Minuteman III stanowiło podstawę amerykańskiej triady nuklearnej. Wycofanie w roku 2005 ze służby pocisków Peacekeeper, wywołało konieczność przeprowadzenia dalszych modernizacji Minuteman, w tym ich instalacji w silosach przygotowanych dla Peacekeeper. Aktualnie w służbie pozostaje 450 pocisków tego typu.

## Konstrukcja
Minuteman III jest trzystopniowym pociskiem balistycznym ICBM na paliwo stałe, o długości 18,2 metra i średnicy u podstawy 1,88 metrów. Masa startowa pocisku przy zasięgu 13 000 km z ładunkiem w postaci 3 głowic MIRV wynosi 34 467 kilogramów. Zasięg minimalny pocisku wynosi najprawdopodobniej 3000 km. Pocisk jest w locie kontrolowany przez układ naprowadzania NS-20, który wraz z późniejszą modernizacją AIMS zapewniał mu celność CEP 120 metrów. Modernizacja układu naprowadzania przez wprowadzenie układu NS-50 nie zwiększyła precyzji pocisku, którego celność pozostaje na tym samym poziomie jak przy wcześniejszym układzie.
Platforma przenosząca głowice MIRV (post-boost vehicle - PBV) pocisku, jest w rzeczywistości jego czwartym stopniem napędowym, zwykle jednak nie jest tak określana z uwagi na postanowienia traktatu SALT II, zgodnie z którym PBV nie może być zdolny do zwiększania prędkości ładunku pocisku o więcej niż 1 km/s, co odróżnia PBV od normalnego stopnia napędowego. Urządzenie to manewruje dzięki pracy 6 silników kierunkowych oraz 4 mniejsze silniki obracające pojazd. System naprowadzania układu PBV kontroluje także głowice oraz penetration aids

## Minuteman III

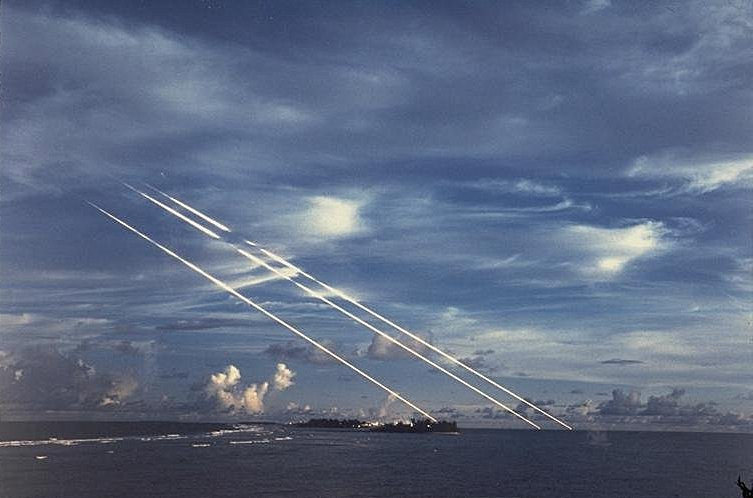
Ścieżka głowic ćwiczebnych MIRV pocisku Minuteman III

Aktualne na wyposażeniu US Air Force:
- dyżur bojowy: 450 pocisków (rok 2008)
- w rezerwie: 100 pocisków

### Rozmieszczenie
Aktualnie pociski Minuteman znajdują się na wyposażeniu jednostek:	
- 20th Air Force
  - 91st Space Wing, Minot Air Force Base, Dakota Północna
    - 91st Operations Group
    - 91st Operations Support Squadron
    - 740th Missile Squadron
    - 741st Missile Squadron
    - 742d Missile Squadron

  - 321st Missile Group, Grand Forks Air Force Base, Dakota Północna
  - 341st Space Wing, Malmstrom Air Force Base, Montana
  - 90th Space Wing, F.E. Warren Air Force Base, Wyoming